# NGC 6907
NGC 6907 é uma galáxia espiral barrada (SBbc) localizada na direcção da constelação de Capricornus. Possui uma declinação de -24° 48' 33" e uma ascensão recta de 20 horas, 25 minutos e 06,6 segundos.
A galáxia NGC 6907 foi descoberta em 12 de Julho de 1784 por William Herschel.